# بال (كورنوال)
بال (بالإنجليزية: Ball, Cornwall)‏ هي قرية تقع في المملكة المتحدة في كورنوال.